# 高温注意情報
高温注意情報（こうおんちゅういじょうほう）は、夏季の高温による熱中症の予防の観点から、気象庁によって2011年から2020年まで発表されていた日本の気象の「注意情報」である。

## 概説
2011年の東日本大震災により、全国的な省エネルギー・節電対策が取られているが、気温の上昇により熱中症にかかりやすくなるおそれがあるとして、同年7月以降、当日あるいは翌日の天気予報で発表される予想最高気温の統計を基に、それが35°C以上（猛暑日）を記録すると予想された場合、気象庁のホームページやNHK・民放・新聞などのマスコミ媒体を利用して、高温注意情報を発表し、熱中症に対する備えを呼びかけるというものである。この情報はあくまでも気象の「注意情報」にすぎず、いわゆる一般的な気象の「注意報」ではない。
また、週間天気予報においても気温が概ね35°C以上を観測する予想が懸念される場合も「高温に関する気象情報」を発表する。
当初は電力の需給に余裕があった関係から、北海道と沖縄県を除く45都府県を対象に実施していたが、2012年度は北海道と沖縄県も実施対象に加えられた。
課題として、発表基準が気温のみであり湿度が加味されておらず、発表基準と熱中症が原因の救急搬送者数に相関がみられない場合があること、頻繁に発表されることから情報が重視されなくなっていることなどが挙げられた。これを解決するために、2020年3月13日、気象庁と環境省とが連携して、湿球黒球温度（暑さ指数）を基準とする新たな情報「熱中症警戒アラート」の発表を開始することが発表された。目的は、両省庁が協力し、理解しやすく信頼できる情報を発表することにある。2020年7月から関東甲信地方で先行導入し、2021年夏からは全国規模に拡大され、高温注意情報は熱中症警戒アラートに統合される形で運用を終了した。